# Rhipidoglossum adoxum
Rhipidoglossum adoxum är en orkidéart som först beskrevs av Finn Nygaard Rasmussen, och fick sitt nu gällande namn av Karlheinz Senghas. Rhipidoglossum adoxum ingår i släktet Rhipidoglossum och familjen orkidéer. Inga underarter finns listade i Catalogue of Life.